# Shady Hills
Shady Hills é uma Região censo-designada localizada no estado americano de Flórida, no Condado de Pasco.

## Demografia
Segundo o censo americano de 2000, a sua população era de 7798 habitantes.

## Geografia
De acordo com o United States Census Bureau tem uma área de
71,0 km², dos quais 67,8 km² cobertos por terra e 3,2 km² cobertos por água.

## Localidades na vizinhança
O diagrama seguinte representa as localidades num raio de 16 km ao redor de Shady Hills.